# Frederic George Kenyon
Frederic George Kenyon (ur. 15 stycznia 1863 w Londynie, zm. 23 sierpnia 1952) – brytyjski paleograf, biblista i historyk antyku.
Był dyrektorem Muzeum Brytyjskiego, prezydentem Akademii Brytyjskiej w latach 1917-1921.
Urodził się w Londynie. Jego ojciec John Robert Kenyon był profesorem prawa na uniwersytecie w Oxfordzie. Frederic George ukończył Magdalen College, by następnie podjąć pracę w Muzeum Brytyjskim w 1889. Najpierw pracował jako asystent w dziale manuskryptów, potem jako zastępca archiwisty manuskryptów. W 1909 został dyrektorem muzeum oraz szefem muzealnej biblioteki. Za swoją pracę otrzymał Order Imperium Brytyjskiego w 1912.
W 1891 Kenyon wydał editio princeps arystotelesowskich Konstytucji Ateńczyków. Dziewięć lat później został wybrany na dyrektora British School of Archaeology w Jerozolimie. Po 1920 spędził większość życia, wydając starożytne papirusy. Zmarł 23 sierpnia 1952.
Kenyon był szanowanym lingwistą. Studiował literaturę starożytną, Biblię, przede wszystkim Nowy Testament. Zorganizował wyprawy archeologiczne do Karkemisz i Ur. Jeszcze po przejściu na emeryturę przyczynił się do zdobycia Kodeksu Synajskiego oraz do publikacji papirusów Chester Beatty, wnosząc tym wkład w poświadczenie autentyczności Nowego Testamentu. W książce Our Bible and the Ancient Manuscripts z 1895 wykazywał, iż egipskie papirusy i odkrycia archeologiczne mogą potwierdzić historyczność zdarzeń opisanych w Ewangeliach. W książce The Story of the Bible napisał: Pismo Święte, natchnione od Boga, ma też swoje dzieje wśród ludzi. Dzieje te są nadzwyczaj ciekawe i powinien je znać każdy, kto ceni swą Biblię. (...) Jakież to pokrzepiające, gdy się w końcu stwierdza, że wszystkie te odkrycia i studia w gruncie rzeczy poświadczają autentyczność Pisma Świętego i umacniają nas w przekonaniu, że trzymamy w ręku nienaruszone co do swej istoty, prawdziwe Słowo Boże.
Najstarszą córką Frederica Geroge’a była znana brytyjska archeolog Kathleen Kenyon.

## Dzieła
- 1891: Aristotelous Ἀθηναιων Πολιτεια. Aristotle on the Constitution of Athens; edited by F. G. Kenyon. London: Printed by order of the Trustees of the British Museum
- 1895: Our Bible and the Ancient Manuscripts (1896, 2-gie wydanie), (1903, 4-te wydanie)
- 1897: The Letters of Elizabeth Barrett Browning; edited with biographical additions by Frederic G. Kenyon. 2 vol. London: John Murray. Gutenberg fulltext
- 1899: The Palaeography of Greek papyri
- 1901: Handbook to the textual criticism of the New Testament
- 1914: Aristotle, The Athenian Constitution; translated by Frederic G. Kenyon. London: G. Bell Gutenberg fulltext Wikisource fulltext
- Codex Alexandrinus in Reduced Photographic Facsimile. London: British Museum, 1915. Brak numerów stron w książce
- 1933: Recent Developments in the Textual Criticism of the Greek Bible (Schweich Lectures for 1932) London: Oxford University Press
- 1940: The Bible and Archaeology. London: G. Harrap / New York: Harper & Row